# Come fare a non tornare
Come fare a non tornare è un EP della band milanese Fine Before You Came.

## Tracce
1. Discutibile
2. Alcune certezze
3. Il pranzo che verrà
4. Una provocazione
5. Dura

## Formazione
- Jacopo Lietti - voce
- Mauro Marchini - chitarra
- Marco Monaci - chitarra
- Marco Olivero - basso
- Filippo Rieder - batteria